# Sébastien Portal
Pour les articles homonymes, voir Portal.
Sébastien Portal, né le 4 juin 1982 à Auch (Gers), est un coureur cycliste français. Il est le frère cadet de Nicolas Portal, avec lequel il a couru dans l'équipe Caisse d'Épargne en 2007, puis dans l'équipe Cofidis jusqu'en 2009. Non-conservé en 2010, il se retrouve sans équipe.

## Palmarès
- 2004
  - Paris-Chalette-Vierzon
  - 3e du Grand Prix de Puy-l'Évêque
- 2007
  - 1re étape du Tour de Catalogne (contre-la-montre par équipes)